# Llorenç Cassi i Morató
Llorenç Cassi i Morató (Barcelona, 14 de maig de 1940 - ?, 23 de març de 2020) fou un atleta català, especialitzat en llançament de disc, pes i martell.
Fou deixeble de Nemesi Ponsati al CN Barcelona, club amb el qual competí. Fou cinc cops campió de Catalunya en llançament de martell durant la dècada dels 1960, tres més de disc durant la dècada de 1970 i dos en pes en pista coberta. Va establir els rècords de Catalunya i d'Espanya en llançament de martell. Mai fou campió d'Espanya, però obtingué dos subcampionats (1963, 1964) i dues terceres posicions (1965, 1966) en martell, i un tercer lloc en disc (1975). Fou 6 cops internacional absolut (1964‐1975) i 4 internacional júnior (1959‐1961).
Un cop retirat fou entrenador d'atletes com la seva neboda Sònia Godall, Laura Redondo, Berta Castells o Miguel Alberto Blanco, així com responsable de llançaments de les federacions catalana i espanyola i professor de l'Escola Nacional d'Entrenadors. Morí el 23 de març de 2020, als 79 anys, a conseqüència d'infecció de la COVID-19.

## Palmarès
Campió de Catalunya
- Llançament de martell: : 1961, 1963, 1964, 1965, 1966
- Llançament de disc: : 1971, 1974, 1975
- Llançament de pes (pista coberta): 1971, 1974